# 딜리현

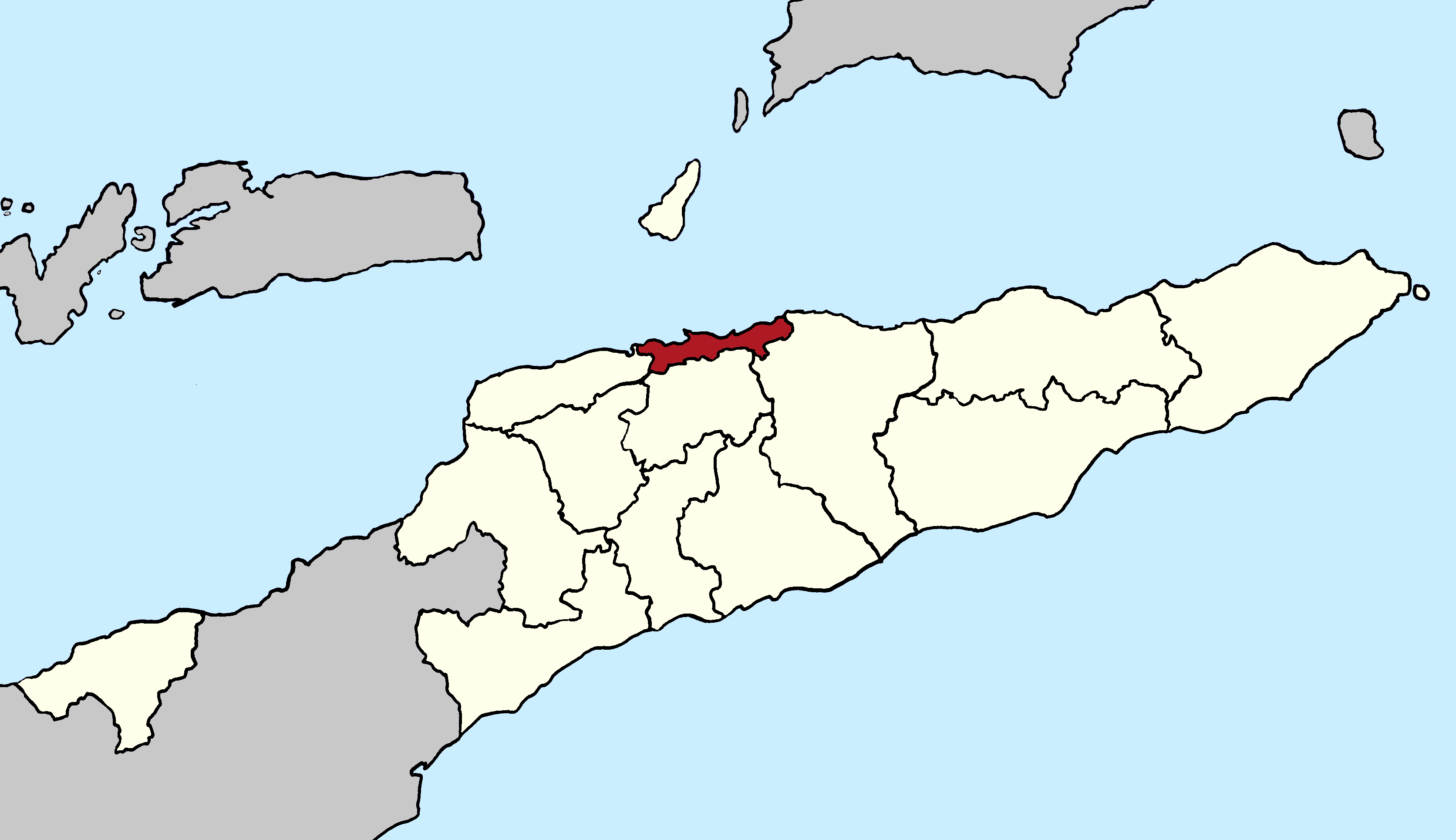
딜리 현의 위치

딜리 현 문장

딜리현(포르투갈어, 테툼어: Dili)은 동티모르를 구성하는 13개 현 가운데 하나로, 티모르섬 북부 연안에 위치하고 있으며 사부해와 인접해 있다. 현도는 동티모르의 수도인 딜리이며 인구는 173,541명(2004년 기준), 면적은 372km2이다. 6개 구(나인페투구, 베라크루스구, 돔알레이수구, 크리스투헤이구, 메티나루구, 아타우루구)로 구성되어 있으며 동티모르에서 면적이 가장 작고 인구가 가장 많은 현이기도 하다. 동쪽으로는 마나투투현, 남쪽으로는 아일레우현, 서쪽으로는 리키사현과 인접해 있으며 북쪽에 있는 아타우루섬도 딜리 현에 속한다.

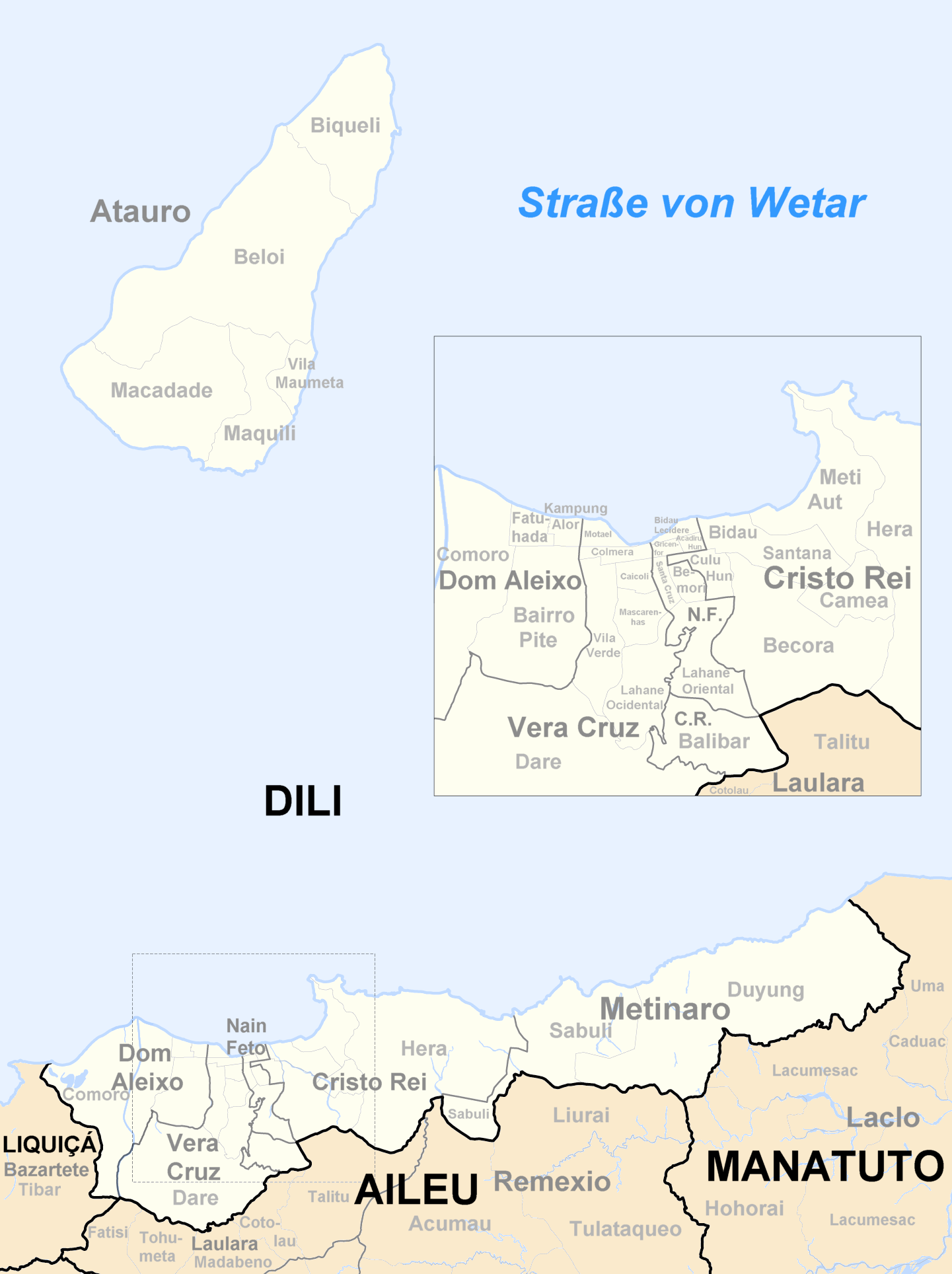
딜리현이 관할하는 구
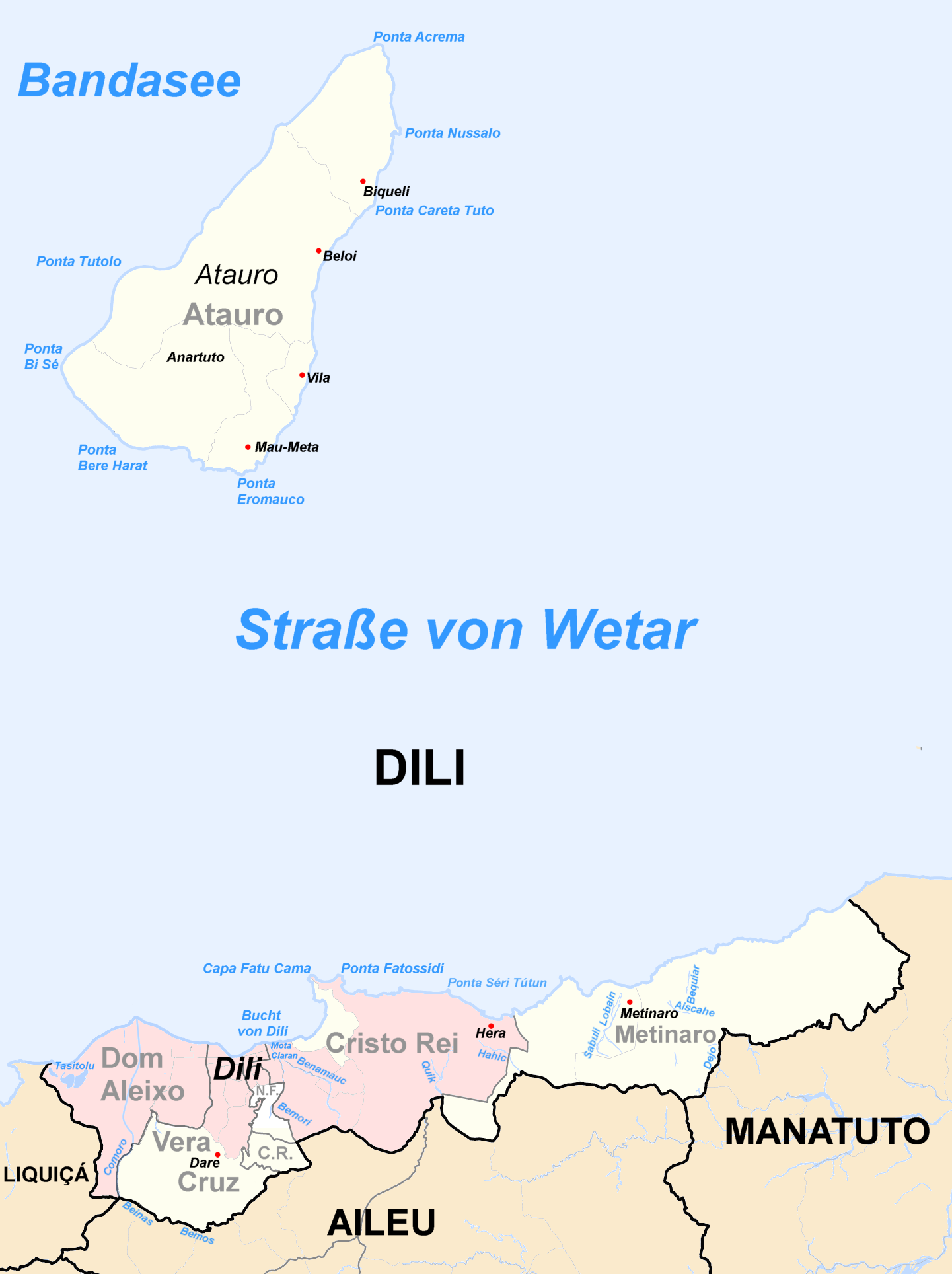
딜리현의 시와 구